# Rösvattnet, Dalsland
Rösvattnet är en sjö i Dals-Eds kommun i Dalsland och ingår i Göta älvs huvudavrinningsområde. Sjön är 16,5 meter djup, har en yta på 0,466 kvadratkilometer och befinner sig 132,5 meter över havet. Sjön avvattnas av vattendraget Getbroälven.

## Delavrinningsområde
Rösvattnet ingår i det delavrinningsområde (655096-127086) som SMHI kallar för Utloppet av Rösvattnet. Medelhöjden är 164 meter över havet och ytan är 3,27 kvadratkilometer. Räknas de 5 avrinningsområdena uppströms in blir den ackumulerade arean 32,86 kvadratkilometer. Getbroälven som avvattnar avrinningsområdet har biflödesordning 4, vilket innebär att vattnet flödar genom totalt 4 vattendrag innan det når havet efter 287 kilometer. Avrinningsområdet består mestadels av skog (83 procent). Avrinningsområdet har 0,47 kvadratkilometer vattenytor vilket ger det en sjöprocent på 14,3 procent.